# ATSC 3.0
ATSC 3.0은 미국의 디지털 TV 방식위원회(ATSC)가 만든 텔레비전 방송용 ATSC의 주요 버전이다. ATSC 3.0은 각기 다른 면의 시스템에 적용되는 약 20개의 표준으로 구성되며 총체적으로 1,000장 이상의 문서를 포함한다.
이 표준은 120프레임/초의 최대 2160p 4K의 비디오 채널, 광색역, 높은 동적 범위, 돌비 AC-4, MPEG-H 3D 오디오, 데이터 방송 기능, 더 탄탄한 모바일 텔레비전 지원을 위한 HEVC을 포함하는, 더 새로운 기술 지원을 제공하도록 설계되었다. 이 기능들은 대상 지정이 가능한 광고 및 더 세밀한 대중 알림을 가능케 하는 한 수단으로 간주된다.
ATSC 3.0을 동아시아 국가 중 최초로 적용한 것은 대한민국으로, 2018년 동계 올림픽 준비 중에 이 국가의 주요 텔레비전 방송국들은 2017년 5월 지상파 ATSC 3.0 서비스를 런칭하였다. 2017년 11월, 미국의 연방 통신 위원회(FCC)는 방송국들이 ATSC 3.0 서비스(Next Gen TV)를 자발적으로 제공할 수 있도록 하는 규제를 승인하여, LG전자와 삼성전자 등 국내 가전사에서 양산하는 UHDTV 수신 튜너를 탑재하였다. 그러나 이것들은 표준 ATSC 디지털 신호와 함께 제공되어야 하며 아날로그 NTSC에서 ATSC로 변환했던 것과 마찬가지로 전환이 의무적인 것은 아니다.

## 같이 보기
- 고효율 비디오 코딩